# Strychnos aenea
Strychnos aenea är en tvåhjärtbladig växtart som beskrevs av Arthur William Hill. Strychnos aenea ingår i släktet Strychnos och familjen Loganiaceae. Inga underarter finns listade i Catalogue of Life.